# Ралівська сільська рада
Ралівська сільська рада — орган місцевого самоврядування у Самбірському районі Львівської області. Адміністративний центр — село Ралівка.
Ралівська сільська рада – територіальна громада в Самбірському районі Львівської області.
Адміністративний центр – село Ралівка.
Утворена 25 жовтня 2020 року шляхом об’єднання Ралівської сільської ради (села Ралівка, Нагірне, Задністря,  Хатки), Вільшаницької територіальної громади (села Вільшаник, село Трояни, село Глибоч, село Черхава, село Лопушно, село Лукавиця, село Монастирець, село Сприня, село Мала Спринька), Чукв’янської територіальної громади (село Чуква, село Млин, село Звір, село Волянка, село Блажів, село Воля Блажівська, село Бережниця), Кульчицької сільської ради (село Кульчиці) та Городищенської сільської ради (село Городище, село Сіде).
Голова Ралівської сільської ради – Ковалик Любов Ігорівна.
Загальна площа територіальної громади складає 23230 гектарів, чисельність мешканців – 15 032 осіб.

## Загальні відомості
Територією ради протікає річка Дністер.

## Історія
Ралівська сільська рада утворена в лютому 1940 року як Радловицька; 7 травня 1946 року Указом Президії Верховної Ради УРСР перейменована на Ралівську.

## Населені пункти
Сільській раді підпорядковані населені пункти:
- Ралівка
- Бережниця
- Блажів
- Вільшаник
- Воля-Блажівська
- Волянка
- Глибоч
- Городище
- Задністря
- Звір
- Кульчиці
- Лопушно
- Лукавиця
- Мала Спринька
- Млин
- Монастирець
- Нагірне
- Сіде
- Сприня
- Трояни
- Хатки
- Черхава
- Чуква

## Склад ради
Рада складається з 26 депутатів та голови.

### Керівний склад попередніх скликань
| ПІБ                         | Основні відомості                                                               | Дата обрання | Дата звільнення |
| --------------------------- | ------------------------------------------------------------------------------- | ------------ | --------------- |
| Бучко Володимир Миколайович | Сільський голова, 1953& року народження, освіта середня спеціальна              | 26.03.2006   | 31.10.2010      |
| Бучко Володимир Миколайович | Сільський голова, 1953 року народження, освіта середня спеціальна, безпартійний | 31.10.2010   |                 |

Примітка: таблиця складена за даними джерела